# 西野七瀬
西野 七瀬（にしの ななせ、1994年〈平成6年〉5月25日 - ）は、日本の女優、ファッションモデル、タレントであり、女性アイドルグループ乃木坂46の元メンバー、『non-no』の元専属モデルである。大阪府大阪市平野区出身。乃木坂46合同会社所属。夫は俳優の山田裕貴。

## 来歴
1994年（平成6年）5月25日生まれ。母親は「椎菜」という名を考えていたが、父親から「七瀬」と名づけられた。
大阪市立長吉小学校に通っていた小学生の頃、兄の影響で漫画を読み始めた。中学1年生の時、同じく兄の影響でバスケットボール部へ入部、夏休みまで続けたが二学期に退部した。その後、モデルのオーディションを受験、三次審査を通過したこともあったが、母親から看護師になるよう勧められ、選択授業に看護コースのある高等学校へ進学。しかし、高校2年生の時、母親によって乃木坂46の1期生オーディションに応募し、オーディションを受験することとなった。
2011年（平成23年）8月21日、乃木坂46の1期生オーディションに合格、オーディションでは新垣結衣の「赤い糸」を歌った。合格後、平日は大阪の学校へ通学し、土日は東京へ通勤する生活を送っていたが、高校を転校し、12月に単身で上京した。
2012年（平成24年）2月22日、乃木坂46の1stシングル『ぐるぐるカーテン』でCDデビュー。11月8日、『GirlsAward 2012 AUTUMN/WINTER』で白石麻衣と共にモデルデビュー。
2013年（平成25年）3月、転校先の高校を卒業。5月、『16人のプリンシパル deux』で主要十役を制覇した。6月18日から30日の間、西野がデザインしたオリジナルキャラクター『どいやさん』のグッズがキデイランドの期間限定ショップ『うさぎのモフィ』で発売された。
2014年（平成26年）4月1日、『どいやさん』の「マスコットぬいぐるみ」がウェブ限定商品としてキデイランドのウェブサイトで予約販売された。4月2日発売の乃木坂46の8thシングル『気づいたら片想い』でシングル表題曲で初のセンターに抜擢された。
2015年（平成27年）1月7日、乃木坂46の1stアルバム『透明な色』に収録されている「ひとりよがり」で初のソロ曲を務めた。1月10日、乃木神社で成人式を迎えた。2月18日、初のソロ写真集『普段着』を発売した。写真集は週間推定売上3万6458部を記録、2015年3月2日付のオリコン週間ランキングのBOOK総合部門で3位、写真集部門で1位を獲得した。2月19日、ファッション誌『non-no』（集英社）の専属モデルを務めることが発表された。乃木坂46としては白石麻衣、齋藤飛鳥に続き、3人目の専属モデルとなった。
2016年（平成28年）2月20日発売の『non-no』同年4月号で鈴木友菜と初の表紙を飾り、2016年7月20日発売の『non-no』同年9月号では初めて単独で表紙を飾った。9月27日、ソロ写真集『風を着替えて』（集英社）を発売、写真集は週間推定売上1万1390部を記録し、2016年10月3日付のオリコン週間ランキングの写真集部門、オリコン2016年年間ランキングの写真集部門で1位を獲得した。発行部数は20万部を突破。11月29日、陸上競技マガジン『箱根駅伝2017完全ガイド』の箱根駅伝出場者による「好きな女性芸能人ランキング」で5位となった。
2017年（平成29年）3月4日、『第3回カバーガール大賞』（カバーガール大賞実行委員会）のエンタメ部門を受賞。11月14日、2018年1月から始まる「土曜ドラマ24 『電影少女 〜VIDEO GIRL AI 2018〜』」（テレビ東京系列）にソロで初主演することが発表された。
2018年（平成30年）5月9日、初のフォトブック『わたしのこと』を発売。9月20日、自身の公式ブログで年内の活動をもって乃木坂46から卒業することを発表し、卒業コンサートについては、乃木坂46卒業後、年明けの2019年に開催する予定であること、卒業後も芸能活動を継続することも発表された。11月14日発売の乃木坂46の22ndシングル『帰り道は遠回りしたくなる』でグループ最多となる7度目のセンターを務める。同曲で『第69回NHK紅白歌合戦』に出場し、乃木坂46として最後の音楽特番の歌唱を行い卒業した。
2019年（平成31年 / 令和元年）1月16日（15日深夜）放送開始の『グータンヌーボ2』（関西テレビ）で、長谷川京子、田中みな実、滝沢カレンとともにMCを担当。2月24日、京セラドーム大阪で開催された『乃木坂46 7th YEAR BIRTHDAY LIVE』の西野の卒業コンサートとなる最終日公演をもって、乃木坂46メンバーとしての全活動を終了した。また、自身の卒業公演日だけで計50万の応募があり、5万人を動員した。また、全国の218館もの映画館などでライブビューイングも行われ10万人を動員した。6月29日、株式会社KeyHolderよる新規事業として発売されたカラーコンタクトのブランド「me me mar」（メメマール）のブランドアイコンに起用される。
2021年（令和3年）1月4日、公式Twitter（現：X）『西野七瀬&STAFF』を開設。3月から4月にかけて、Amazon Original ドラマ『ホットママ』にて主演を務めた。
2022年（令和4年）1月18日、第45回日本アカデミー賞 優秀助演女優賞・新人俳優賞（『孤狼の血 LEVEL2』）を受賞。1月19日に発売の3月号をもって『non-no』の専属モデルを卒業。
2024年（令和6年）3月31日、以前より交際をしていた俳優の山田裕貴との結婚を発表した。

## 人物
愛称は、なぁちゃん、ななせまる、なな、七瀬。子どもの頃、潜水勝負をしていたことから「潜水のなな」とも呼ばれていた。キャッチ・フレーズは「ん〜〜〜〜〜！ななせまる!!」。「ななせまる」という愛称は西野が考案し、キャッチ・フレーズは父親が考案した。
元NMB48の高山梨子は従姉妹。元Flower、元E-girlsの藤井萩花は小・中学生時代の同級生。飯豊まりえと親交が深い。

### 嗜好
好きな食べ物は焼肉、豆腐、うどん、パスタ、焼きそば、明太子、まぐろステーキの缶詰、タラタラしてんじゃね〜よ、牡蠣。嫌いな食べ物は茄子、ごぼう、きくらげ、メンマ、ホルモン。
好きなアーティストはスピッツ、BUMP OF CHICKEN、RADWIMPS。好きな女性歌手はaiko。好きな音楽はCM曲。心に残っている大切な曲はSMAP「Triangle」、尾崎豊「Forget-me-not」、ちあきなおみ「喝采」、BUMP OF CHICKEN「ray」、P!NK「Fuckin' Perfect」。
好きなブランドはone way、INGNI、dazzlin、titty&Co.、SpiralGirl、SLY EGOIST、jouetie、ROSE BUD。好きな服は襟付きの服。
好きな漢字は七。好きな映画は『ザ・マジックアワー』、『告白』。好きなテレビ番組は旅番組。好きなことはダンス、高校生時代はダンス部に所属していた。憧れの女性は映画『バイオハザード』のアリス・アバーナシー。大阪で一番好きな場所はUSJ、オススメの場所はハリウッド・ドリーム・ザ・ライド。好きな天体はベテルギウス。
鳥好きで、一番好きな鳥はライチョウ。鳥好きの始まりは、小学生時代、登校中に鳩の鳴き声が気になったことから。鳩では特に太った鳩を好む。
藤子・F・不二雄の漫画を原作としたアニメ作品の中で好きな作品は『キテレツ大百科』。

### 趣味
趣味は漫画を読むこと、絵を描くこと、ゲーム、妄想。
漫画でおすすめの作品は『ジョジョの奇妙な冒険』『ワンパンマン』『ギャグマンガ日和』。小・中学生の頃、『白い戦士ヤマト』『銀牙 -流れ星 銀-』『銀牙伝説WEED』の漫画を全巻揃えた。銀牙の漫画は小学生時代に友達から教えてもらったが、それ以来、銀牙を話せる者と出会えることはなかった。高校生の頃、『ジョジョの奇妙な冒険』が好きになり、ジョジョの奇妙な冒険の第5部・黄金の風の10巻セットを購入した。ライブではジョジョ立ちを披露することがある。2014年、『ワンパンマン』の漫画を全巻揃えた。自室の本棚にはロビン西『マインド・ゲーム』、高野文子『黄色い本』、堀道広『耳かき仕事人 サミュエル』、山下和美『ランド』、田島列島『子供はわかってあげない』などの本もある。
ゲームは『牧場物語シリーズ』『星のカービィ』『大乱闘スマッシュブラザーズシリーズ』『どうぶつの森シリーズ』『マリオ』が好きで、『ポケットモンスター』『スライムもりもりドラゴンクエスト』『モンスターハンター』などの経験もある。モンスターハンターで好きな武器は双剣、太刀、ハンマー。好きなモンスターはクシャルダオラ。オンラインゲームは、中学3年生の時に始めた。
妄想では街の生活風景を通し、そこの住む人々の記憶や歴史に触れたり、思索にふけることを好む。行ってみたい旅先は東北、四国。フランスは自称第二の故郷。

### 特技
特技は漫画を描くこと、絵を描くこと。

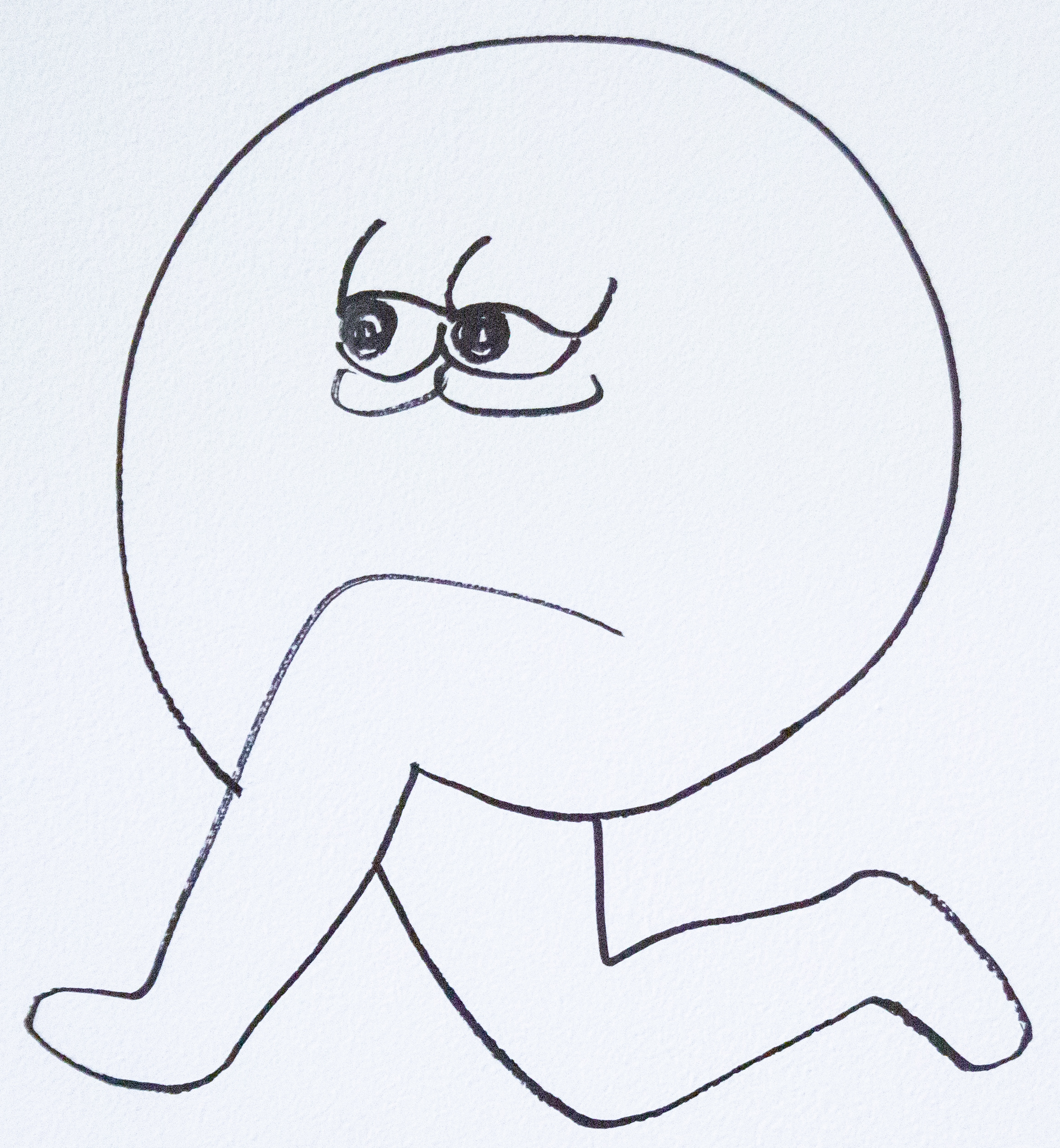
本人考案のオリジナルキャラクター「どいやさん」

小学生の頃、将来の夢はイラストレーター、漫画家だった。その頃から兄の影響で『北斗の拳』のアニメを観るようになり、それが『どいやさん』のデザインに影響した。『どいやさん』は西野が高校1年生の時、友達の教科書に描いた落書きから誕生した。『どいやさん』の頭には、たまに草が生えていることがある。西野によれば、『どいやさん』は神様であるが、西野の分身であるかのような共通点がある。『どいやさん』に口がないのは西野が喋りを苦手とするからであり、『どいやさん』が絹ごし豆腐を好むのは西野が絹ごし豆腐を好むからである。ただし、『どいやさん』は足が速いが、西野は足が遅いという相違点がある。
絵を描くことについては、2014年9月21日放送の『乃木坂って、どこ?』の番組企画「乃木坂46 画王決定戦」で画王に選ばれた。パソコン上で絵を描く際は、中学1年の時に親から与えられたペンタブレットをMacBook Airに接続し描いている。
その他、習い事としてピアノの経験がある。保有資格は語彙・読解力検定準2級。得意料理は卵焼き。

### 乃木坂46
乃木坂46のモンハン選抜、an・an美脚選抜、メガネ選抜。
乃木坂46ではグッズや握手会売上が1位で人気ナンバーワン。乃木坂46のメンバー6名中4名から彼女にしたいメンバーに選ばれた。ただし、短所として人見知りであることを挙げている。休日は家でアニメや漫画を鑑賞するため、あまり外出しない。携帯電話もあまり利用しないため、連絡先の登録件数は10件。ライブでサインボールを投げる時はアンダースロー。
乃木坂46で一番好きな曲は「涙がまだ悲しみだった頃」。「せっかちなかたつむり」という曲は初めて聴いた時に「変わった曲」という位置づけだったが、乃木坂46のメンバーそれぞれにソロパートが用意された曲で、ライブで歌うと盛り上がることから大切な曲として位置づけるようになった。歌は得意ではないが、歌うことは好き。好きなミュージック・ビデオは「ガールズルール」、「ロマンスのスタート」、「あらかじめ語られるロマンス」。
理想のセンター像は喋れる人、根性があること、いつも周りを見ていて、しっかりしてる人。推したいメンバーは樋口日奈。
斉藤優里、川後陽菜、伊藤純奈、伊藤かりんに西野を加えた「スイカ」というグループで香港、沖縄へ旅行へ行ったり、鍋パーティーをしている。高山一実と仲が良く、ファンの間では「たかせまる」という愛称で呼ばれている。

## 作品

### シングル
乃木坂46
- ぐるぐるカーテン（2012年2月22日、SRCL-7900/6） - EAN 4988009051550。
- 乃木坂の詩（2012年2月22日、SRCL-7900/1） - EAN 4988009051550。
- 会いたかったかもしれない（2012年2月22日、SRCL-7902/3） - EAN 4988009051567。
- 失いたくないから（2012年2月22日、SRCL-7904/5） - EAN 4988009051581。
- 白い雲にのって（2012年2月22日、SRCL-7906） - EAN 4988009051598。
- おいでシャンプー（2012年5月2日、SRCL-7966/72） - EAN 4988009052243。
- 心の薬（2012年5月2日、SRCL-7966/72） - EAN 4988009052243。
- ハウス!（2012年5月2日、SRCL-7972） - EAN 4988009052298。
- 走れ!Bicycle（2012年8月22日、SRCL-8058/64） - EAN 4988009052892。
- せっかちなかたつむり（2012年8月22日、SRCL-8058/64） - EAN 4988009052892。
- 人はなぜ走るのか?（2012年8月22日、SRCL-8060/1） - EAN 4988009052892。
- 音が出ないギター（2012年8月22日、SRCL-8062/3） - EAN 4988009052908。
- 制服のマネキン（2012年12月19日、SRCL-8201/8） - EAN 4988009056432。
- 指望遠鏡（2012年12月19日、SRCL-8201/8） - EAN 4988009056432。
- やさしさなら間に合ってる（2012年12月19日、SRCL-8201/2） - EAN 4988009056432。
- 指望遠鏡〜アニメ版〜（2012年12月19日、SRCL-8208） - EAN 4988009056487。
- 君の名は希望（2013年3月13日、SRCL-8253/9） - EAN 4988009080833。
- シャキイズム（2013年3月13日、SRCL-8253/9） - EAN 4988009080833。
- ロマンティックいか焼き（2013年3月13日、SRCL-8253/4） - EAN 4988009080833。
- サイコキネシスの可能性（2013年3月13日、SRCL-8259） - EAN 4988009080864。
- ガールズルール（2013年7月3日、SRCL-8315/21） - EAN 4988009084725。
- 世界で一番 孤独なLover（2013年7月3日、SRCL-8315/21） - EAN 4988009084725。
- 他の星から（2013年7月3日、SRCL-8319/20） - EAN 4988009084749。
- 人間という楽器（2013年7月3日、SRCL-8321） - EAN 4988009084756。
- バレッタ（2013年11月27日、SRCL-8423/30） - EAN 4988009087887。
- 月の大きさ（2013年11月27日、SRCL-8423/30） - EAN 4988009087887。
- そんなバカな・・・（2013年11月27日、SRCL-8425/6） - EAN 4988009087894。
- やさしさとは（2013年11月27日、SRCL-8429） - EAN 4988009087917。
- 月の大きさ〜アニメ版〜（2013年11月27日、SRCL-8430） - EAN 4988009087924。
- 気づいたら片想い（2014年4月2日、SRCL-8520/6） - EAN 4988009092270。
- ロマンスのスタート（2014年4月2日、SRCL-8520/6） - EAN 4988009092270。
- 吐息のメソッド（2014年4月2日、SRCL-8520/1） - EAN 4988009092270。
- ダンケシェーン（2014年4月2日、SRCL-8526） - EAN 4988009092317。
- 夏のFree&Easy（2014年7月9日、SRCL-8563/9） - EAN 4988009094212。
- 何もできずにそばにいる（2014年7月9日、SRCL-8563/9） - EAN 4988009094212。
- 無口なライオン（2014年7月9日、SRCL-8565/6） - EAN 4988009094229。
- 僕が行かなきゃ誰が行くんだ?（2014年7月9日、SRCL-8569） - EAN 4988009094243。
- 何度目の青空か?（2014年10月8日、SRCL-8621/7） - EAN 4988009097275。
- 遠回りの愛情（2014年10月8日、SRCL-8621/7） - EAN 4988009097275。
- 転がった鐘を鳴らせ!（2014年10月8日、SRCL-8621/2） - EAN 4988009097251。
- Tender days（2014年10月8日、SRCL-8627） - EAN 4988009097299。
- 命は美しい（2015年3月18日、SRCL-8780/6） - EAN 4988009104461。
- ごめんね ずっと…（2015年3月18日、SRCL-8782/3） - EAN 4988009104515。
- 太陽ノック（2015年7月22日、SRCL-8840/6） - EAN 4988009110714。
- もう少しの夢（2015年7月22日、SRCL-8840/6） - EAN 4988009110714。
- 羽根の記憶（2015年7月22日、SRC7-6/7） - EAN 4988009110837。
- 今、話したい誰かがいる（2015年10月28日、SRCL-8910/6） - EAN 4988009116747。
- ポピパッパパー（2015年10月28日、SRCL-8910/1） - EAN 4988009116747。
- 悲しみの忘れ方（2015年10月28日、SRCL-8914/5） - EAN 4988009116761。
- 隙間（2015年10月28日、SRCL-8956） - EAN 4988009116778。
- ハルジオンが咲く頃（2016年3月23日、SRCL-9025/33） - EAN 4988009124896。
- 釣り堀（2016年3月23日、SRCL-9029/30） - EAN 4988009124919。
- 裸足でSummer（2016年7月27日、SRCL-9138/44） - EAN 4988009130446。
- 僕だけの光（2016年7月27日、SRCL-9138/44） - EAN 4988009130446。
- サヨナラの意味（2016年11月9日、SRCL-9258/66） - EAN 4547366278873。
- 孤独な青空（2016年11月9日、SRCL-9258/66） - EAN 4547366278873。
- インフルエンサー（2017年3月22日、SRCL-9370/8） - EAN 4547366297515。
- Another Ghost（2017年3月22日、SRCL-9372/3） - EAN 4547366297522。
- 逃げ水（2017年8月9日、SRCL-9489/97） - EAN 4547366319156。
- 女は一人じゃ眠れない（2017年8月9日、SRCL-9489/97） - EAN 4547366319156。
- ひと夏の長さより…（2017年8月9日、SRCL-9489/90） - EAN 4547366319156。
- 泣いたっていいじゃないか?（2017年8月9日、SRCL-9497） - EAN 4547366319187。
- いつかできるから今日できる（2017年10月11日、SRCL-9572/80） - EAN 4547366330311。
- 不眠症（2017年10月11日、SRCL-9572/80）  - EAN 4547366330311。 - EAN 4547366330311。
- シンクロニシティ（2018年4月25日、SRCL-9782/90） - EAN 4547366354140。
- Against（2018年4月25日、SRCL-9782/90） - EAN 4547366354140。
- ジコチューで行こう!（2018年8月8日、SRCL-9913/21） - EAN 4547366369465。
- 空扉（2018年8月8日、SRCL-9913/21） - EAN 4547366369465。
- 心のモノローグ（2018年8月8日、SRCL-9917/8） - EAN 4547366369489。
- あんなに好きだったのに…（2018年8月8日、SRCL-9921） - EAN 4547366369496。
- 帰り道は遠回りしたくなる（2018年11月14日、SRCL-9974/82） - EAN 4547366382037。
- つづく（2018年11月14日、SRCL-9974/5） - EAN 4547366382037。
- 世界中の隣人よ（2020年5月25日）[125]

まゆ坂46
- ツインテールはもうしない（2012年7月25日、SRCL-8030/1） - EAN 4988009052632。

乃木坂AKB
- 混ざり合うもの（2016年3月9日、KIZM-90421/2） - EAN 4988003484705。

IZ4648
- 必然性（2019年3月13日、KIZM-90617/8） - EAN 4988003543938。

### アルバム
乃木坂46
- 透明な色（2015年1月7日、SRCL-8662/7） - EAN 4988009099934。
- それぞれの椅子（2016年5月25日、SRCL-9078/86） - EAN 4988009128580。
- 生まれてから初めて見た夢（2017年5月24日、SRCL-9437/44） - EAN 4547366307825。
- 今が思い出になるまで（2019年4月17日、SRCL-11140/7） - EAN 4547366401325。
- Time flies（2021年12月15日、SRCL-12020/30） - EAN 4547366534184。

### 映像作品
- 西野七瀬×大来優・鳥巣智行（2012年2月22日） - EAN 4988009051567。
- 西野七瀬×萩原健太郎（2012年5月2日） - EAN 4988009052243。
- AKB48 リクエストアワー セットリストベスト100 2012（2012年6月13日） - EAN 4580303210611。
- さばドル（2012年7月25日） - EAN 4534530055859。
- 西野七瀬×中村太洸（2012年8月22日） - EAN 4988009052892。
- 西野七瀬（2012年12月19日） - EAN 4988009056449。
- 指原莉乃プロデュース『第一回ゆび祭り〜アイドル臨時総会〜』（2012年12月26日） - EAN 4988064916603。
- 西野七瀬×守屋文雄（2013年3月13日） - EAN 4988009080857。
- 16人のプリンシパル@PARCO劇場ダイジェスト（2013年7月3日） - EAN 4988009084725。
- 初夏の全力! 乃木坂46大運動会（2013年7月3日） - EAN 4988009084732。
- Making of 6th Single（2013年7月3日） - EAN 4988009084749。
- 西野七瀬×大来優・鳥巣智行（2013年11月27日） - EAN 4988009087894。
- 乃木坂46 1ST YEAR BIRTHDAY LIVE 2013.2.22 MAKUHARI MESSE（2014年2月5日） - EAN 4988009090900。
- NOGIBINGO!（2014年3月7日） - EAN 4988021109758。
- Creator's Etude 柳沢翔編（2014年4月2日） - EAN 4988009092294。
- 乃木坂の4人（2014年4月2日） - EAN 4988009092300。
- 49（2014年5月14日） - EAN 4988021729178。
- 西野七瀬×岡川太郎（2014年7月9日） - EAN 4988009094212。
- NOGIBINGO!2（2014年9月12日） - EAN 4988021299015。
- 西野七瀬（2014年10月8日） - EAN 4988009097275。
- 西野七瀬&若月佑美（2015年3月18日） - EAN 4988009104461。
- 西野七瀬の『推しどこ?』（2015年3月25日） - EAN 4988009105109。
- NOGIBINGO!3（2015年4月24日） - EAN 4988021729635。
- 乃木坂46 2ND YEAR BIRTHDAY LIVE 2014.2.22 YOKOHAMA ARENA（2015年6月17日） - EAN 4988009110134。
- 秋元真夏&西野七瀬（2015年7月22日） - EAN 4988009110714。
- NOGIBINGO!4（2015年10月16日） - EAN 4988021729734。
- 西野七瀬（2015年10月28日） - EAN 4988009116747。
- 悲しみの忘れ方 Documentary of 乃木坂46（2015年11月18日） - EAN 4988104099327。
- 連続ドラマW 天使のナイフ（2015年11月20日） - EAN 4562474167437。
- 花燃ゆ 完全版 第弐集（2015年12月16日） - EAN 4988013413283。
- 初森ベマーズ（2016年1月20日） - EAN 4988104099433。
- NOGIBINGO!5（2016年2月19日） - EAN 4988021729871。
- 西野七瀬（2016年3月23日） - EAN 4988009124902。
- 乃木坂46 3rd YEAR BIRTHDAY LIVE 2015.2.22 SEIBU DOME（2016年7月6日） - EAN 4988009129518。
- NOGIBINGO!6（2016年9月30日） - EAN 4988021714662。
- ONE PIECE FILM GOLD（2016年12月28日） - EAN 4988013160491。
- こじまつり〜小嶋陽菜感謝祭〜（2017年4月19日） - EAN 4580303217252。
- キャバすか学園（2017年4月28日） - EAN 4988021145862。
- 乃木坂46 4th YEAR BIRTHDAY LIVE 2016.8.28-30 JINGU STADIUM（2017年6月28日） - EAN 4547366310627。
- NOGIBINGO!7（2017年8月4日） - EAN 4988021715294。
- 乃木坂46 5th YEAR BIRTHDAY LIVE 2017.2.20-22 SAITAMA SUPER ARENA（2018年3月28日） - EAN 4547366344523。
- 映画『あさひなぐ』（2018年5月16日） - EAN 4988104116864。
- オー・マイ・ジャンプ! 〜少年ジャンプが地球を救う〜（2018年6月13日） - EAN 4988104116963。
- 乃木坂46 真夏の全国ツアー2017 FINAL! IN TOKYO DOME（2018年7月11日） - EAN 4547366363999。
- 電影少女 -VIDEO GIRL AI 2018-（2018年10月3日） - EAN 4517331042730。
- NOGIBINGO!9（2018年10月19日） - EAN 4988021147392。
- 乃木坂46 6th YEAR BIRTHDAY LIVE 2018.07.06-08 JINGU STADIUM&CHICHIBUNOMIYA RUGBY STADIUM（2019年7月3日） - EAN 4547366411270。
- NOGIBINGO!10（2019年10月25日） - EAN 4988021148757。
- いつのまにか、ここにいる Documentary of 乃木坂46（2019年12月25日） - EAN 4988104123695。
- 乃木坂46 7th YEAR BIRTHDAY LIVE 2019.2.21-24 KYOCERA DOME OSAKA（2020年2月5日） - EAN 4547366438956。
- あなたの番です DVD BOX（2020年2月19日） - EAN 4988021148597。
- コルボッコロ（2020年7月25日） - EAN 4570043170122。
- 一度死んでみた（2020年10月7日） - EAN 4988105106895。
- アンサング・シンデレラ 病院薬剤師の処方箋 DVD-BOX（2021年3月3日） - EAN 4562474220262。
- 孤狼の血 LEVEL2（2021年12月22日） - EAN 4988101216130, EAN 4988101216147。
- 鳩の撃退法（2022年1月19日） - EAN 4988105107236, EAN 4988105079076。
- ハコヅメ〜たたかう!交番女子〜（2022年1月26日） - EAN 4988021718813, EAN 4988021141352。
- 言霊荘 DVD-BOX（2022年3月16日） - EAN 4988021157667。
- ホットママ（2022年3月30日） - EAN 4550450013625, EAN 4550450013618。
- あなたの番です 劇場版（2022年5月25日） - EAN 4988021718950, EAN 4988021141505。
- ホリック xxxHOLiC（2022年10月5日） - EAN 4907953221420, EAN 4907953221451。
- 恋は光（2022年12月2日） - EAN 4907953221659, EAN 4907953221666。
- 恋なんて、本気でやってどうするの?（2023年1月27日） - EAN 4571519912246, EAN 4571519912253。
- 乃木坂46 10th YEAR BIRTHDAY LIVE（2023年2月22日） - EAN 4547366594324, EAN 4547366594447。
- 映画 イチケイのカラス（2023年8月16日） - EAN 4988104137197, EAN 4988104137203。
- シャイロックの子供たち（2023年9月29日） - EAN 4907953222434, EAN 4907953222441。
- Dr.チョコレート（2023年11月22日） - EAN 4988021720496, EAN 4988021142052。
- 52ヘルツのクジラたち（2024年9月4日） - EAN 4589921417587, EAN 4589921417594。
- シン・仮面ライダー（2024年11月20日） - EAN 4988003889241, EAN 4988003889227。
- 帰ってきた あぶない刑事（2025年3月26日） - EAN 4988101228799, EAN 4988101228805。

## 出演

### テレビドラマ
- 49（2013年10月6日 - 12月29日、日本テレビ）水無月マナ 役[126][127]
- 連続ドラマW（WOWOW） 
  - 天使のナイフ（2015年2月22日 - 3月22日）カフェ店員 役[128]
  - シャイロックの子供たち（2022年10月9日 - 11月6日）北川愛理 役[129]
  - 0.5の男 第2話 - 最終話（2023年6月4日 - 25日）田崎瞳 役[130]
- ドラマ24（テレビ東京）
  - 初森ベマーズ（2015年7月11日 - 9月26日）ななまる 役[131]
  - オー・マイ・ジャンプ! 〜少年ジャンプが地球を救う〜 最終話（2018年3月24日）天野アイ 役[132]
- 土曜プレミアム（フジテレビ）
  - ほんとにあった怖い話 夏の特別編2016「もう1人のエレベーター」（2016年8月20日）木島円美 役[133]
  - イチケイのカラス スペシャル（2023年1月14日）赤城公子 役[134]
    - イチケイのカラス〜井出伊織、愛の記録〜 第1話・第2話（2023年1月10日 - 11日）赤城公子 役[134]

  - 世にも奇妙な物語'23 秋の特別編「走馬灯のセトリは考えておいて」（2023年11月11日）主演・小清水イノリ 役[135]
- キャバすか学園 第1話（2016年10月30日、日本テレビ）西野七瀬（本人） 役[136]
- 土曜ドラマ24 電影少女 -VIDEO GIRL AI 2018-（2018年1月14日 - 4月1日、テレビ東京）主演・天野アイ 役[40]
  - 電影少女 -VIDEO GIRL AI 2018- 特別編（2019年1月19日、テレビ東京）主演・天野アイ 役[137]
- ドラマBiz よつば銀行 原島浩美がモノ申す!〜この女に賭けろ〜（2019年1月21日 - 3月11日、テレビ東京）松田葉子 役[138]
- 日曜ドラマ あなたの番です（2019年4月14日 - 9月8日、日本テレビ）黒島沙和 役[139]
  - 金曜ロードショー 劇場版公開記念!「あなたの番です」完全新撮スペシャル!（2021年12月10日、日本テレビ）黒島沙和 役[140]
- 木曜劇場（フジテレビ）
  - アンサング・シンデレラ 病院薬剤師の処方箋（2020年7月16日[注 12][142] - 9月24日）相原くるみ 役[143]
  - 大奥（2024年1月18日 - 3月28日）お品 役[144][145]
- 水曜ドラマ ハコヅメ〜たたかう!交番女子〜（2021年7月7日 - 9月15日、日本テレビ）牧高美和 役[146]
- 土曜ナイトドラマ 言霊荘（2021年10月9日 - 12月18日、テレビ朝日）主演・歌川言葉 役[147]
- 恋なんて、本気でやってどうするの?（2022年4月18日 - 6月20日、関西テレビ）清宮響子 役[148][149]
- NHK正月時代劇 いちげき（2023年1月3日、NHK総合・NHK BS4K）お園 役[150]
- 土曜ドラマ Dr.チョコレート（2023年4月22日 - 6月24日、日本テレビ）奥泉渚 役[151]
- 藤子・F・不二雄 SF短編ドラマ「どことなくなんとなく」（2023年6月4日、NHK BSプレミアム・NHK BS4K）天地の妻 役[152]
- 木ドラ24 ポケットに冒険をつめこんで（2023年10月20日 - 12月22日、テレビ東京）主演・赤城まどか 役[153]

### バラエティ
- ライオンのグータッチ（2016年4月2日 - 2022年3月26日、フジテレビ）MC[注 13]
- 世界制服 セカイセイフク（2017年9月4日・11日、2018年8月20日・27日、NHK Eテレ）MC[155][156]
- グータンヌーボ2（2019年1月16日 - 2021年12月22日、関西テレビ）MC[注 15][注 16]
- M-1グランプリ（朝日放送テレビ）
  - M-1グランプリ2021 敗者復活戦（2021年12月19日）MC[注 17][157]
  - M-1グランプリ2023 敗者復活戦（2023年12月24日）MC[注 17][158]
- ワンチャンあり!?キングオブスクール（2022年1月6日、6月23日・30日、読売テレビ）MC[注 18]

### その他のテレビ番組
- 指原議長とアイドル国会（2016年12月23日、フジテレビ）[注 19]
- NHK BS4K・BS8K こっちすごいよ。2（2019年8月2日、NHK BSプレミアム）ナビゲーター[162]
- 全日本歌唱力選手権 歌唱王（2019年12月26日・2020年12月10日、日本テレビ）MC[注 20]
- 野性爆弾くっきー!のロックン・ロール★サーカス（2021年7月2日 - 2022年4月8日、WOWOW）ナレーション[166]
- 情熱大陸（2021年9月5日、毎日放送）[167]
- ZIP!（2021年12月3日、日本テレビ）第1週金曜パーソナリティー[168]

### ラジオ
- 乃木坂46西野七瀬のオールナイトニッポン（2017年5月25日、ニッポン放送）[169][170]
- 西野七瀬のオールナイトニッポンGOLD（2021年3月31日、ニッポン放送）[171][172]
- シン・仮面ライダーのオールナイトニッポンGOLD（2023年4月14日、ニッポン放送）ゲスト出演[173]

### ラジオドラマ
- 青春アドベンチャー（NHK-FM）
  - 『リフレイン -私とおじいちゃんの捜査ノート-』（2025年6月9日 - 13日）[174] - 五十嵐京子先生 役

### 映画
- あさひなぐ（2017年9月22日、東宝映像事業部）主演・東島旭 役[175][176]
- 一度死んでみた（2020年3月20日、松竹）野畑製薬の社員 役[177]
- 孤狼の血 LEVEL2（2021年8月20日、東映）近田真緒 役[178][179]
- 鳩の撃退法（2021年8月27日、松竹）沼本 役[180]
- あなたの番です 劇場版（2021年12月10日、東宝）黒島沙和 役[181][182]
- ホリック xxxHOLiC（2022年4月29日、松竹 / アスミック・エース）猫娘 役[183]
- 恋は光（2022年6月17日、ハピネットファントム・スタジオ / KADOKAWA）北代 役[184][185][186]
- 映画 イチケイのカラス（2023年1月13日、東宝）赤城公子 役[187]
- シン・仮面ライダー（2023年3月17日、東映）ヒロミ / ハチオーグ 役[188]
- ある閉ざされた雪の山荘で（2024年1月12日、ハピネットファントム・スタジオ）元村由梨江 役[189][190]
- 52ヘルツのクジラたち（2024年3月1日、ギャガ）品城琴美 役[191]
- 帰ってきた あぶない刑事（2024年5月24日、東映）早瀬梨花 役[192]
- 君の忘れ方（2025年1月17日、ラビットハウス）柏原美紀 役[193][194][195]
- 少年と犬（2025年3月20日、東宝）主演・須貝美羽 役（高橋文哉とのダブル主演）[196][197]
- ゲキ×シネ「バサラオ」（2025年6月27日、ヴィレッヂ／ティ・ジョイ）アキノ 役[198]
- インフルエンサーゴースト（海外映画祭出品・劇場公開予定、GEMSTONE Creative Label）麻里 役[199][200]

### 劇場アニメ
- ONE PIECE FILM GOLD（2016年7月23日、東映）アルバ 役[201]
- コルボッコロ（2019年11月29日、KENJI STUDIO）主演・鈴 役[202]
- トラペジウム（2024年5月10日、アニプレックス）老人B 役[203]

### テレビアニメ
- ポケットモンスター 第31話・第32話（2023年12月1日 - 8日、テレビ東京）エテボース 役[204][205]

### 舞台
- 劇団☆新感線41周年春興行　Yellow⚡新感線『月影花之丞大逆転』（2021年2月26日 - 4月4日、東京：東京建物 Brillia HALL / 4月14日 - 26日、大阪：オリックス劇場）水林星美 役[206][207][208]
- COCOON PRODUCTION 2022 DISCOVER WORLD THEATER vol.12「『みんな我が子』-All My Sons-」（2022年5月10日 - 30日、東京：Bunkamura シアターコクーン / 6月3日 - 8日、大阪：森ノ宮ピロティホール）アン・ディーヴァー 役[209][210]
- 劇団☆新感線44周年興行・夏秋公演 いのうえ歌舞伎『バサラオ』（2024年7月7日 - 8月2日、福岡：博多座 / 8月12日 - 9月26日、東京：明治座 / 10月5日 - 17日、大阪：フェスティバルホール）アキノ 役[211]

### CM
- ピザハット（日本KFCホールディングス）ムロツヨシと共演
  - 食べごたえを、もっと！篇（2015年4月18日 - ）[212]
  - サンキューを、もっと！篇（2015年6月12日 - ）[212]
  - おどろきを、もっと！篇（2015年6月12日 - ）[213]
  - おどろきを、もっと！（えびアヒージョ）篇（2015年7月3日 - ）[212]
  - テイクアウト半額 篇（2015年7月3日 - ）[212]
  - 「ゴールデンプレミアム4」プレミアムを、もっと！篇[212]
  - 「ゴールデンシリーズ」絶賛の嵐篇[212]
  - ピザハット創業祭39%オフ篇[212]
- ギガ学割『白戸家 ギガ物語3 （オーディション）篇』（2016年2月12日 - 、ソフトバンク）上戸彩、樋口可南子、ダンテ・カーヴァー、中川大志と共演[214]
- ビオレUVエッセンス（2018年2月5日 - 、花王）日村勇紀（太陽の声 役）と共演[215]
- 黒い砂漠 MOBILE（2019年2月26日 - 、パールアビスジャパン）浅野忠信と共演[216]
- サクセス24（花王）
  - クレンジングシャンプー・スカルプコンディショナー（2019年4月20日 - ）[217]
  - ヒゲを剃りやすくする朝の洗顔シート（2020年4月11日 - ）[218]
  - フレグランスワックス（2021年4月2日 - ）[219]
- キャッシュレス・ポイント還元事業（経済産業省）
  - 西野七瀬さん パン屋 予告篇（2019年9月13日 - ）[220]
  - 西野七瀬さん パン屋篇（2019年10月1日 - ）[221]
- 年末ジャンボ宝くじ「年末ショーで宝くじ」篇（2019年11月14日 - 、ジャンボ宝くじ）笑福亭鶴瓶、佐藤健、片桐仁と共演[222]
- 第96回箱根駅伝用オリジナルCM年始特別バージョン（サッポロビール）清原翔と共演
  - 「第96回箱根駅伝 一緒に、その先へ 西野篇」（2020年1月2日 - 3日）[223]
  - 「第96回箱根駅伝 一緒に、その先へ 清原篇」（2020年1月2日 - 3日）[223]
- メルカリ
  - 「誕生たのメル便」篇（2020年3月7日 - ）[224]
  - 「まとめて買おう」篇（2020年3月13日 - ）吉田志織と共演[225]
- クオール薬局「気になる薬局」篇（2020年7月16日 - 、クオールホールディングス）金澤美穂と共演[注 21]
- アサヒビール
  - アサヒ ザ・リッチ[注 22]
    - 「はじめての乾杯」篇（2020年9月8日 - ）[227]
    - 「泡の体験」篇（2020年9月8日 - ）[227]
    - 「時間がたっても」篇（2020年9月8日 - ）[227]
    - 「おまけ」篇[227]
    - 「受賞おめでとう」篇[227]
    - 「今年もありがとう」篇[227]

  - アサヒスーパードライ[注 23]
    - 「春、待ってるよ」篇（2021年1月26日 - ）[228][229][230]
    - 「体験!生ジョッキ缶 西野七瀬」篇（2021年12月20日 - ）
    - 「体験!生ジョッキ缶 白石麻衣」篇（2021年12月20日 - ）
    - 「もうすぐ春、2022」篇（2022年2月4日 - ）[231][232][233]
    - 「世界初!生ジョッキ缶」篇（2022年3月26日 - ）[234]
    - 「まるでお店の一杯目!」篇（2023年1月21日 - ）[235]
- au（KDDI）
  - 意識高すぎ！高杉くん 神木隆之介、松本穂香、中川大志と共演
    - 「貯杉先生、登場」篇（2021年1月18日 - ）[236][237]
    - 「朝の挨拶」篇（2021年2月1日 - ）[238]
    - 「テストの解答」篇（2021年7月20日 - ）[239]
    - 「クイズ大会」篇（2021年8月16日 - ）[240]
    - 「先生、観てるよね」篇（2021年12月13日 - ）[241][242]
    - 「スポーツ大会」篇（2022年2月7日 - ）[243]
    - 「ダンスバトル」篇（2022年5月2日 - ）[244]
    - 「大抽選会」篇（2022年8月24日 - ）[245]
    - 「マラソン大会の特訓」篇（2022年11月16日 - ）[246]
    - 「早退の理由」篇（2023年9月27日 - ）[247]
    - 「貯杉先生と甥っ子」篇（2025年2月18日 - ）齋藤潤と共演[248]
    - 「ジェン文字研究」篇（2025年7月23日 - ）[249]

  - au×映画『屋根裏のラジャー』コラボCM
    - 「私のイマジナリ」篇（2023年12月8日 - ）[250]
- SUUMO スーモハウス（リクルート）
  - 「ナナセさんの絞り込みカンリョウ！」篇（2021年1月19日 - ）[251]
  - 「神木さん西野さんのなぞって検索」篇（2021年8月14日 - ）神木隆之介と共演[252]
- アサヒ飲料 和紅茶 無糖ストレート
  - 「日本の紅茶、驚きます。」篇（2022年4月5日 - ）[253][254]
  - 「和紅茶姉妹」篇（2023年5月12日 - ）石井杏奈と共演[255][256]
- 日本マクドナルド アジアンバーガーズ「アジアのジューシー」篇（2023年1月31日 - ）飯豊まりえと共演[257]
- サントリー ほろよい
  - 「夢中がはじまる。」篇（2024年6月11日 - ）[258]
  - 「ほろよいのもと西野さんに聞いてみた」篇（2025年4月1日 - ）[259][260]
  - 「夏のほろよい（風鈴）（扇風機）（セミ）」篇（2025年7月14日 - ）[261][262][263]
- カプコン モンスターハンターワイルズ
  - 「西野七瀬は眠れない」篇（2025年2月14日 - ）[264]
- グラニフ ブランドキャンペーン「キニナル？グラニフ！」（2025年3月3日 - ）[265]
- ソニー・インタラクティブエンタテインメント PlayStation × YOASOBI「PLAYERS」30周年特別CM
  - Project: MEMORY CARD（2025年3月21日 - ）声優として出演[266]

### 広告
- me me mar ブランドアイコン（2019年6月29日 - 、KeyHolder）[50]
- トッズ フレンズ（2021年9月21日 - 、トッズ・ジャパン）[267]
  - Sound of Emotions Fall-Winter 2021/22[268]
- プラチナ・ジュエリーブランド「プラチナ・ウーマン」（2021年11月1日 - 、プラチナ・ギルド・インターナショナル）ブランドアンバサダー[269]
- 映画「ザ・スーパーマリオブラザーズ・ムービー」（2023年3月28日 - 、イルミネーション / 任天堂）アンバサダー[270]
- 映画「ファンタスティック4：ファースト・ステップ」（2025年7月24日）[271]

### ネット配信
- 宇宙の仕事（2016年9月8日、Amazonプライム・ビデオ）野宮香織 役[272]
- サクセス24 インスタグラムストーリー『#七瀬とサクセス24日間』（2019年4月24日 - 5月17日・10月7日 - 30日、花王）主演[273][274]
- Huluオリジナルストーリー（Hulu）
  - あなたの番です ショートドラマ『扉の向こう』（2019年7月14日・9月8日 - 15日）黒島沙和 役[275]
  - 新聞記者・奥泉渚と疑惑の女たち（2023年6月10日 - 6月24日）主演・奥泉渚 役[276]
- サクセス24 presents みんなで選ぶ投票式インスタドラマ（花王）主演
  - 『西野上司についていきます!!』（2020年4月20日 - 24日）[277]
  - 『監督、西野。主演、僕。』（2020年5月4日 - 8日）[277]
  - 『熱血西野刑事』（2020年5月18日 - 22日）[277]
- サクセス24 枕元で見る新感覚インスタドラマ（花王）主演
  - 『教えて!!ニオイ先生』（2020年7月28日 - 31日）[277]
  - 『庭師の西野さん』（2020年8月11日 - 14日）[277]
  - 『ニオイ探検隊!西野隊長』（2020年8月25日 - 29日）[277]
  - 『頭皮の森の小さな住人』（2020年10月19日 - 23日）[277]
  - 『ニオイソムリエの夜』（2020年11月2日 - 6日）[277]
- アンサング・シンデレラ ANOTHER STORY 〜新人薬剤師 相原くるみ〜（2020年8月27日 - 9月24日、FOD）主演・相原くるみ 役[278]
- ホットママ（2021年3月19日 - 4月9日、Amazonプライム・ビデオ）主演・松浦夏希 役[279]
- サクセス24 インスタグラム企画『好感度あげテク』（2021年4月9日 - 10月22日、花王）主演[277]
- ハコヅメ〜もっとたたかう!町山署の人々〜（2021年9月15日、Hulu）牧高美和 役[280]
- ABEMAオリジナルストーリー ある視点 -もう一つの言霊荘-（2021年10月9日 - 12月18日、AbemaTV）主演・歌川言葉 役[281]
- 恋マジのウラ撮っちゃって、どうするの?（2022年4月18日 - 6月13日、GYAO!）清宮響子 役[282]
- 西野とせいやと!この謎の向こう側!（2022年8月5日 - 8月8日、Paravi）MC[注 24]
- ケンシロウによろしく（2023年9月22日 - 10月27日、DMM TV）坂本里香 役[284]
- 大奥〜定信の恋〜（2024年3月28日、FOD）お品 役[285]
- 1122 いいふうふ（2024年6月14日 - 6月28日、Amazon Prime Video）柏木美月 役[286][287]

### ミュージック・ビデオ
- Aimer 「ONE AND LAST」（2021年）[288]

### イベント
- GirlsAward
  - GirlsAward 2012 AUTUMN/WINTER（2012年11月8日、国立代々木競技場第一体育館）ISBIT DAIKANYAMA[19]
  - GirlsAward 2013 SPRING/SUMMER（2013年3月23日、国立代々木競技場第一体育館）ISBIT DAIKANYAMA[289]
  - GirlsAward 2015 SPRING/SUMMER（2015年4月29日、国立代々木競技場第一体育館）[290]
  - GirlsAward 2016 SPRING/SUMMER（2016年4月9日、国立代々木競技場第一体育館）[291]
  - GirlsAward 2016 AUTUMN/WINTER（2016年10月8日、国立代々木競技場第一体育館）[292]
  - Rakuten GirlsAward 2017 AUTUMN/WINTER（2017年9月16日、幕張メッセ）[293]
  - Rakuten GirlsAward 2018 SPRING/SUMMER（2018年5月19日、幕張メッセ）[294]
  - Rakuten GirlsAward 2018 AUTUMN/WINTER（2018年9月16日、幕張メッセ）[295]
  - Rakuten GirlsAward 2019 SPRING/SUMMER（2019年5月18日、幕張メッセ）[296]
  - Rakuten GirlsAward 2019 AUTUMN/WINTER（2019年9月28日、幕張メッセ）[297]
- 東京ガールズコレクション
  - takagi presents TGC KITAKYUSYU 2015 by TOKYO GIRLS COLLECTION（2015年10月17日、西日本総合展示場新館）[298]
  - 第24回 東京ガールズコレクション 2017 SPRING/SUMMER（2017年3月25日、国立代々木競技場第一体育館）[299]
  - マイナビ GirlsAward 2017 SPRING/SUMMER（2017年5月3日、国立代々木競技場第一体育館）[300]
  - 第25回 マイナビ 東京ガールズコレクション 2017 AUTUMN/WINTER（2017年9月2日、さいたまスーパーアリーナ）[301]
  - 第33回 マイナビ 東京ガールズコレクション 2021 AUTUMN/WINTER（2021年9月4日、オンライン）[302]
- non-no創刊45周年イベント 西野七瀬 in 大阪 トークショー（2016年7月25日、サンケイホールブリーゼ）[303]
- ASIA FASHION AWARD 2016 in TAIPEI（2016年12月10日、W Taipei）[304]
- グータンヌーボ2 Girls Meeting（2019年11月15日、豊洲PIT）[305]

## 書籍

### 写真集
- 季刊 乃木坂 vol.1 早春（2014年3月5日、東京ニュース通信社）[306]
- 普段着（2015年2月18日、幻冬舎）[307]
- 風を着替えて（2016年9月27日、集英社）[308]
- わたしのこと（2018年5月9日、集英社）[309]

### 雑誌連載
- UP to boy +（2014年10月9日 - 2018年6月9日、ワニブックス）ななせまるが撮らせて頂きます![310]
- non-no（2015年4月20日 - 2022年1月19日、集英社）専属モデル[311]
  - 乃木坂46 西野七瀬のななせるふ。（2015年6月20日 - 2022年1月19日）[312]
- HUSTLE PRESS（2015年12月4日 - 、HUSTLE PRESS）やっぱり、西野七瀬[313]